# Montagnac (Hérault)
Montagnac é uma comuna francesa na região administrativa de Occitânia, no departamento de Hérault. Estende-se por uma área de 39,81 km². Em 2010 a comuna tinha 4 389 habitantes (densidade: 110,2 hab./km²).